# Waleed Zuaiter
Waleed Zuaiter (Sacramento (Californië), 19 januari 1971) is een Amerikaans acteur en filmproducent.

## Biografie
Zuaiter, een Palestijnse Amerikaan, werd geboren in Sacramento (Californië) en groeide op in Koeweit. Hij keerde terug naar Amerika om zijn diploma te halen in filosofie en theaterwetenschap aan de George Washington-universiteit in Washington D.C.. Hij begon met acteren in lokale theaters in Washington D.C. en New York. Zuaiter heeft eenmaal opgetreden op Broadway, in 2004 speelde hij in het toneelstuk Sixteen Wounded in de rol van Ashraf. 
Zuaiter begon in 2000 met acteren voor televisie in de film Eat Me!, waarna hij nog meerdere rollen speelde in films en televisieseries.

## Filmografie

### Films
Uitgezonderd korte films.
- 2021 Amira - als Said
- 2021 Oslo - als Hassan Asfour
- 2019 William - als dr. Julian Reed
- 2018 Saint Judy - als Omar
- 2018 The Angel - als Gamal Abdel Nasser
- 2018 Billionaire Boys Club - als vader van Izzy
- 2018 Blue Night - als Sami
- 2016 20th Century Women - als Charlie
- 2016 Namour - als Nabil
- 2016 Jimmy Vestvood: Amerikan Hero - als Malek
- 2016 London Has Fallen - als Kamran Barkawi
- 2016 The Free World - als Khalil
- 2015 Parisienne - als oom Simon
- 2013 Omar - als agent Rami
- 2012 The United - als Waleed Zaki
- 2011 Elevator - als Mohammed
- 2011 Lost and Found - als Raj
- 2010 Sex and the City 2 - als Shahib
- 2009 The Men Who Stare at Goats - als Mahmud Daash
- 2009 Veronika Decides to Die - als publieke spreker
- 2007 The Visitor - als Omar
- 2007 The Watch List - als Mustafa
- 2007 M.O.N.Y. - als Achmil Durrani
- 2004 Jihad! - als Salaam
- 2003 Justice - als Saeed
- 2000 Eat Me! - als Barry

### Televisieseries
Uitgezonderd eenmalige gastrollen.
- 2022 Gangs of London - als Koba - 8 afl.
- 2020 Baghdad Central - als Muhsin Kadr al-Khafaji - 6 afl.
- 2019 The Spy - als kolonel Amin Al-Hafez - 5 afl.
- 2018 Colony - als Vincent - 4 afl.
- 2018 Altered Carbon - als Samir Abboud - 6 afl.
- 2017 Prison Break - als Mohammad El Tunis - 2 afl.
- 2016 Good Behavior - als Chase Rochefort - 2 afl.
- 2016 Madam Secretary - als premier Khoosat - 2 afl.
- 2016 Colony - als Vincent - 3 afl.
- 2013-2014 Revolution - als Martin Shaw - 4 afl.

### Filmproducent
- 2013 Omar - film
- 2008 Dirty Hands - film

- Gemeinsame Normdatei: 1183837585
- International Standard Name Identifier: 0000 0000 7795 2772
- Library of Congress Control Number: no2010058242
- Nationale Bibliotheek van Israël: 987007347434305171
- Virtual International Authority File: 309896843